# 奴隷未亡人
『奴隷未亡人』（どれいみぼうじん）は、1967年（昭和42年）に公開された日本の劇場用映画である。製作中央映画、配給六邦映画、監督渡辺護。

## 概要
自殺した夫の負債を返済するために性奴隷となった未亡人を描く。
主演の辰巳典子は1947年（昭和22年）10月12日生まれであり、同作公開当時は満19歳、「岩井まり」こと祝真理は1948年（昭和23年）12月10日生まれ、「谷那保美」こと谷ナオミは同年10月20日生まれであり、それぞれ満18歳であった。青年役の野上正義は、1940年（昭和15年）3月2日生まれの満27歳であった。
渡辺護公式サイトの井川耕一郎によれば、「渡辺は文芸メロドラマ的な発想についてはかなり意識的な監督だった」とし、同作は「溝口健二『雪夫人絵図』の翻案」と断定している。撮影技師を務めた武田静也は、当時すでにワールド映画の経営陣のひとりであった。照明技師を務めた守田芳彦は、1961年（昭和36年）に倒産した新東宝出身のヴェテラン技師であり、渡辺護によれば、市川右太衛門にかわいがられていた人物であったという。
日本では上映用プリントの現存が確認されておらず、ビデオグラム化はされていない。2008年（平成20年）4月1日には、米国のシネマエポックが The Slave Widow のタイトルでDVDビデオグラムによる発売を行なった。

## キャスト
- 辰巳典子 [4] - 社長夫人・藤美津子[1]
- 谷那保美 - 一彦の婚約者・三星真理子[1]
- 岩井まり - 家政婦マヤ[1]
- 山中道子
- 大泉正 - 鬼頭社長[1]
- 高村鈴子
- 野上正義 - 鬼頭の息子・一彦[1]

## スタッフ
- 企画・製作 : 中田央 [15]
- 撮影 : 武田静也 [10]
- 照明 : 守田芳彦 [11]
- 音楽 : 芥川豊 [16]
- 効果 : 河野修
- 編集 : 中島輝雄 [17]
- 助監督 : 青山繁 [18]
- 記録 : 芦原純子
- 製作主任 : 山田信
- 録音 : 日本録音センター [19]
- 現像 : 日本現像所、東栄科学
- 衣裳 : 東京衣裳
- 監督・脚本 : 渡辺護 [2][3][4]

## 作品データ
- 製作会社 : 中央映画 [1][4]
- 上映時間（巻数 / 尺） : 73分（8巻 / 2,000m）[1][3][4]
- フォーマット : パートカラー（白黒映画、一部カラー映画）[1][2] - スコープ・サイズ[4]（2.35 : 1[1]） - モノラル録音 [1][2][3]
- 映倫番号 : 14997 [2]
- 公開当時の指定 : 成人映画 [2]
- 劇場公開日 :  日本 1967年7月11日 [1][2][3][4]、 アメリカ合衆国 2007年[1]
- 配給 :  六邦映画 [1][2][3][4]、 シネマエポック（英語版）